# Ana García de Pechthalt
Ana García de Pechthalt (San Andrés, 1938-Ibidem, 28 de abril de 2014) fue una política colombiana, que se desempeñó como Intendente (Gobernadora) de San Andrés y Providencia, así como Representante a la Cámara por dicho departamento. 

## Reseña biográfica
En los años 1970 y 1980 fue precursora junto con su esposo de la construcción de la urbanización Natania, construida para los ciudadanos más pobres de las Islas. También fue cofundadora del Movimiento Independiente Liberal.
Tras haber sido elegida al Consejo Intendencial de San Andrés y Providencia, en 1979 fue designada como Intendente de San Andrés y Providencia por el presidente Julio César Turbay Ayala, ejerciendo el cargo hasta 1982; durante su gestión impulsó la  construcción del Salón del Mar y la Casa de la Cultura de North End.
Tras haber sido intendente, en las elecciones legislativas de Colombia de 1982 fue elegida Representante a la Cámara por San Andrés, cargo en el que permaneció hasta que en 1996 perdió investidura en el Congreso al verse involucrada en el proceso 8.000, por presuntamente haber recibido, junto con otros congresistas, dinero del Cartel de Cali para financiar su campaña. Fue vinculada al proceso por una factura cancelada por la empresa Inversiones Jara (Fachada del Cartel de Cali), de cuando se hospedó en un lujoso hotel de Cali; por esto, fue detenida en la Escuela de Formación de Detectives del Departamento Administrativo de Seguridad de Aquimindia.
Tras retirarse de la política producto de sus destitución, se dedicó a promover la limpieza de las Islas y la recolección de basuras, creando la campaña «Por Amor a San Andrés», que lideró hasta su muerte.
Fue esposa del también Congresista Benlevi Pechthalt Meza, con quien tuvo a 5 hijos, entre ellos a Támara Pechthalt, procuradora ambiental de San Andrés, al secretario de Movilidad de San Andrés Daniel Pechthalt García, y el ingeniero civil Michael Pechthalt.
Falleció en la noche del 28 de abril de 2014 en el hospital departamental de San Andrés y Providencia. Su cuerpo estuvo en cámara ardiente en el salón de la Asamblea Departamental y fue enterrada en Natania junto con su esposo.